# Edgar Bear Runner
Edgar Bear Runner est un activiste amérindien, né le 28 mai 1951 à Porcupine, Dakota du Sud, États-Unis et mort le 4 juillet 2021 à Rapid City. Il est connu pour avoir négocié avec les militants du Mouvement des Indiens d'Amérique dans une tentative de résolution pacifique de l'impasse à la suite de l'incident du ranch Jumping Bull en 1975.

## Jeunesse
Edgar Bear Runner est né le 28 mai 1951 à Porcupine, Dakota du Sud, de Winnifred "Winni" Alice Janis, et d'Oscar Bear Runner. Edgar fut étudiant à l'université de l'Utah.

## Le règne de la terreur de Pine Ridge
Le règne de la terreur de Pine Ridge est une étiquette communément attribuée à la période de la fin du XXe siècle qui a suivi l' occupation de Wounded Knee par la police américaine, au cours duquel des violences ont été perpétrées contre des adeptes de l'AIM et des citoyens amérindiens en général dans la réserve indienne de Pine Ridge. Pendant cette période, le FBI mena une surveillance locale intense, des arrestations répétées, du harcèlement et des poursuites judiciaires injustifiées contre les dirigeants et partisans de l'AIM. Pendant ce « règne de la terreur » local, trois cents Amérindiens ont été harcelés, battus, maltraités et au moins soixante-quatre Amérindiens furent assassinés (presque tous étaient directement affiliés ou alliés de l'AIM de la Nation Lakota).
Bear Runner était un jeune étudiant pendant Wounded Knee et le « règne de la terreur », dont il a dit: « Nos aînés, nos parents et grands-parents de notre communauté avaient fait appel à cette famille, connue sous le nom de American Indian Movement. Le Mouvement des Indiens d'Amérique fut invité par la communauté traditionnelle de la réserve indienne de Pine Ridge à fournir de l'aide, à donner un sentiment de sécurité aux personnes qui estimaient que la loi les avait abandonnées. Les gens ont ressenti un sentiment de sécurité lorsque le Mouvement des Amérindiens est arrivé dans la réserve indienne de Pine Ridge. Il n'y avait pas seulement un sentiment de sécurité, il y avait aussi un sentiment de « lakotisme ». Il y avait une aspiration à la fierté, à être qui nous sommes vraiment. Après tout, c'est beau d'être Lakota. Tels étaient les sentiments parmi les jeunes.»

### Fusillade du ranch de Jumping Bull
Le FBI mena une « enquête » sur les exigences de l'AIM demandant à Bear Runner de discuter de ces questions en profondeur avec eux (il entra dans l'enceinte avec les mains levées afin d'éviter d'être abattu par un tireur d'élite du FBI). Lorsque Bear Runner revint sur l'autoroute 18 environ trente minutes plus tard, il informa le surintendant de la BIA, Kendall Cummings, que les deux agents du FBI semblaient être morts et que la propriété de Jumping Bull était apparemment déserte. Bear Runner et Cummings ont ensuite été « autorisés » à rentrer, les deux paires de mains levées au-dessus de leur tête, afin de vérifier que les agents n'étaient plus en vie.
Edgar Bear Runner fut répertorié comme l'un des quarante-huit des premiers suspects de la fusillade du 26 juin 1975.
Dans la semaine du 10 novembre 1975, deux ans après l'occupation de Wounded Knee, Bear Runner fut victime d'un attentat; il fut attaqué dans le supermarché Sioux Nation par Manny Wilson (fils du président corrompu de la tribu Oglala Lakota Sioux, de la réserve indienne de Pine Ridge, Richard Wilson) et deux autres GOON (« Guardians of the Oglala Nation ») qui fuirent les lieux lorsque le directeur appela la police,.

## Activisme
Bear Runner fut reconnu partie prenante dans les affaires l'opposant (avec Ted Means) à l'état du Dakota du Sud ainsi qu'accusé (au côté de Léon Adams) dans une affaire l'opposant au Nebraska, en mars 1976. Bear Runner avait été arrêté, avec plusieurs autres spectateurs, pour « émeute visant à entraver la justice » à la suite de sa participation aux manifestations de Custer, le 6 février 1973 concernant le meurtre de Wesley Bad Heart Bull. Dans le documentaire de PBS, We Shall Remain, Bear Runner a été cité comme disant à propos de l'incident de Custer House: « J'étais juste sur les marches, vous savez, et des choses se passaient. Nous avons ensanglanté le gars; nous avons enlevé le casque. Nous l'avons ensanglanté. Puis j'ai couru pour aider à faire le plein d'essence à la station-service. Nous étions en train de faire le plein et de faire des cocktails Molotov et de casser les bouteilles sur le bâtiment, et les incendies se sont déclarés sur le mur et tout. » Bear Runner sera acquitté par un jury.
Bear Runner était également l'un des nombreux plaignants à avoir intenté une action en justice pour tenter de recouvrer les dommages causés par le déploiement et l'utilisation du personnel de l' armée et de la force aérienne à des fins d'application de la loi à la suite d'un complot d'intimés. Dans l'affaire n ° 84-2617, Gladys BISSONETTE, Ellen Moves Camp, Eugene White Hawk, Marvin Ghost Bear, Edgar Bear Runner, Oscar Bear Runner, Severt Young Bear, Rachel White Dress, Helen Red Feather, Eddie White Dress, Vicki Little Moon, Madonna Gilbert, Lorelei Means, et Carla Blakey, Appelants, c. Alexander HAIG, Richard G.Kleindienst, Joseph T.Sneed, Charles D. Ablard, Joseph H.Trimbach, Ralph E. Erickson, Harlington Wood, Jr., Kenneth Belieu, Rolland Gleszer, Edmund Edwards, John Hay et Volney F. Warner, Appellees, le 16 septembre 1986, la Cour d'appel des États-Unis pour le huitième circuit rejeta le cas présenté par les plaignants sur la base de l' immunité qualifiée,,.
Bear Runner organisa des mémoriaux et érigea des pierres tombales pour Anna Mae Pictou Aquash et Joseph « Killsright » Bedell Stuntz, afin d'honorer leurs contributions et d'observer les sacrifices qu'ils ont faits.
En ce qui concerne la Cour suprême des États - Unis au pouvoir de décision qui a décrit la façon dont le gouvernement a violé son traité 1868 avec les Sioux quand le pays prit possession des Black Hills et le règlement monétaire ultérieure qui n'a pas été accepté dans nos jours, Ours Runner, comme L'agent de préservation historique tribal, a expliqué sa position: « Nous n'accepterons jamais l'argent. Nous sommes les plus pauvres des pauvres tribus. Mais nous n'accepterons jamais cet argent. Nous voulons que notre terre revienne. »
Bear Runner demeure un fervent partisan de l'innocence de Leonard Peltier. En 1999, Bear Runner a publié une déclaration lors d'un rassemblement au nom du peuple de Pine Ridge rassemblement pour libérer Peltier, << En raison de la défense et du soutien connus de Leonard en faveur des droits de l'homme, de la souveraineté autochtone, de la justice et de la résistance contre la colonisation américaine totale des peuples autochtones de Amérique, il a certainement été puni pour cela et continue de souffrir aujourd'hui aux mains de l'oppression américaine continue. Sa condamnation fédérale de 1976 et sa peine de 200 ans parlent d'eux-mêmes. Quiconque défend ses droits peut courir le risque d'être également accusé et emprisonné comme Leonard Peltier. Le FBI a délibérément, en connaissance de cause et sans condition commis des actes d'agression, faute gouvernementale, les crimes contre l' humanité, la paix et la dignité de l' humanité, la fabrication d'une extradition de crime, faux témoignage contre des individus et des militants orientés traditionnels de la Oglala nation Lakota. »  La même année, lorsque le président de l'époque, Bill Clinton, a visité la réserve indienne de Pine Ridge le 8 juillet 1999, Bear Runner a brandi une pancarte pour exhorter le président Clinton à accorder la clémence à Peltier, qui purge une peine à perpétuité pour avoir tué deux agents du FBI. Bear Runner a également témoigné à l'audience d'extradition de Leonard Peltier en 1976 en Colombie-Britannique. Bear Runner fait également la une des événements qui visent à obtenir la clémence accordée à Peltier 

## Filmographie
| Film       | Film                               | Film              | Film      |
| Année      | Film                               | Rôle              | Remarques |
| ---------- | ---------------------------------- | ----------------- | --------- |
| 1994       | Femme Lakota: siège à Wounded Knee | Homme raisonnable |           |
| Télévision |                                    |                   |           |
| Année      | Titre                              | Rôle              | Remarques |

## Voir également
- Mouvement amérindien
- Wesley Bad Heart Bull
- Incident au genou blessé
- Anna Mae Pictou-Aquash
- Léonard Peltier